# Willem Frederik van Württemberg
Willem Frederik Hendrik  (Stettin, 27 december 1761 – Kernen im Remstal, Oostenrijk, 10 augustus 1830), hertog van Württemberg, was de vierde zoon van Frederik Eugenius van Württemberg en Frederika van Brandenburg-Schwedt.
Hij huwde in 1800 met Wilhelmine (1777-1822), dochter van baron Karel August van Tunderfeldt-Rhodis, en werd de vader van:
- Alexander (1801-1844), gehuwd met Helene Festetics von Tolna,
- Augustus (1805-1808)
- Willem I van Urach (1810-1869), gehuwd met Theodelinda de Beauharnais, dochter van Eugène de Beauharnais, en met Florestina Grimaldi, dochter van Florestan I van Monaco
- Fredrik Augustus (1811-1812)
- Frans (1814-1824)
- Marie (1815-1866), gehuwd met graaf Willem van Taubenheim. Moeder van de Nederlandse militair Wilhelm von Taubenheim.

Op een portretminiatuur draagt Willem Frederik de geborduurde zilveren ster van de Orde van de Gouden Adelaar